# Јуриј Федкович
Осип Јури Федкович (укр. О́сип Ю́рій Федько́вич; Путила, 8. август 1834 — Черновци, 11. јануар 1888) био је украјински писац, песник, фолклориста и преводилац.

## Биографија
Федкович је живео у Черновцима, где је био затворени сарадник Рудолфа Нојбауера, уредника Буковине, првог немачког књижевног додатка у граду, а такође и творца књижевног кружока на немачком језику у Черновцима.
Уређивао је прве новине на украјинском језику у Буковини.
Године 1989. Универзитет Черновци је преименован у Национални универзитет Јуриј Федкович Чернивци у његову част.

## Дела
- Ведмідь у пасіці
- Дезертир
- Довбуш
- Лук'ян Кобилиця
- Нічліг
- Нива
- Новобранчик
- Пречиста діво, радуйся, Маріє!
- Русь
- Сафат Зінич
- Серце не навчити
- Три як рідні брати
- Україна
- Шельвах
- Штефан Славич
- Федькович Ю. Опришок і інші оповідання Юрія Федьковича. — Чернівці: З друк. «Рус. Ради» в Чернівцях, 1910. — 33, 2 с., включ. обкл. — (Народна бібліотека / ред. Л. Когут ; число 20).
- Федькович О. Вибір поезій / О. Федькович. — Берлін: Друк. Шарфого у Венцлярі, 1922. — 32 с. : іл., табл. — (Бібліотека «Українського Слова» ; ч. 25).
- Федькович Ю. Вибрані твори / Юрій Федькович. — Київ: Держ. вид-во худож. літ., 1949. — 319 с. з іл. і портр.
- Федькович О. Твори О. Федьковича / за ред. Д. Загула. — Київ: Держ. вид-во України, 1927. — 363, 4 с., 1 арк. портр. — (Бібліотека українських класиків).
- Федькович Й. Ю. Твори Йосифа Юрія Федьковича. Т. 1. — У Львові: З друк. Наук. Т-ва ім. Шевченка, 1917. — 510, 2 с. : портр. — (Україньско-руска письменність ; 9, 1).
- Федькович Ю. Твори Юрія Федьковича. Т. 1, вип. 1 / впоряд. др. В. Щурат. — (1-ше повне вид.). — Чернівці: З друк. Т-ва «Рус. ради», 1896. — 128 с.
- Федькович О. Ю. Твори Йосифа Юрія Федьковича. Т. 2. — Львів: Накладом Т-ва «Просвіта», 1928. — 319 с. — (Українське письменство ; ХІ).
- Федькович О. Ю. Поезії Осипа Юрія Федьковича: вибір з першого повного видання: для ужитку молодежи / зладив Іл. Кокорудз ; з передм. д-ра Д. Лукіяновича. — У Львові: Накладом Наук. т-ва ім. Шевченка, 1907. — 420 с.
- Федькович О. Ю. Повісті й оповідання: (генеза, характеристика осіб, зміст) / Осип Юрій Федькович ; зладив Б. Хмиз. — Львів: Накладом Укр. книгарні й антикварні У Львові, 1929?. — 32 с. — (Літературно-критична бібліотека ; ч. 30).
- Федькович О. Ю. Писання Осипа Юрія Федьковича. Т. 1 : Поезії Осипа Юрія Федьковича / з перводруків і автоґрафів забрав, упоряд. і пояснення додав др. І. Франко. — 1-ше повне і критич. вид. — У Львові: З друк. Наук. т-ва ім. Шевченка, 1902. — XXII, 806 с. — (Українсько-руська бібліотека / Наук. т-во ім. Шевченка ; т. 1).
- Федькович О. Ю. Писання Осипа Юрія Федьковича. Т. 3, ч. 2 : Драматичні переклади: з автографів у-перве видав І. Франко. — 1-ше повне і критич. — У Львові: З друк. Наук. т-ва ім. Шевченка, 1902. — XIII, 532 с. — (Українсько-руська бібліотека / Наук. т-во ім. Шевченка ; т. 4).
- Федькович О. Ю. Драматичні твори Осипа Федьковича / з перводруків і автоґрафів видав др. Олександер Колесса. — Львів: З друк. Наук. т-ва ім. Шевченка, 1906. — XVII, 2, 455 с.
- Федькович Ю. Вибрані поезії / Юрій Федькович. — Київ: Укр. держ. вид-во, 1946. — 144 с.
- Поезії Осипа Юрія Федьковича: вибір з першого повного вид. : для ужитку молодежи / зладив Іл. Кокорудз. — У Львові: Накладом Наук. т-ва ім. Шевченка, 1906. — 410 с.